# Клюкин, Максим Васильевич
Максим Васильевич Клюкин (псевдоним Васильев М.; 1868 ― начало 1920-х) — детский писатель, книгоиздатель.

## Биография
Родился в деревне Туношна Ярославской губернии. Отец ― зажиточный крестьянин, владеющий грамотой; прабабушка Клюкина, по его словам, была няней М. Ю. Лермонтова в Тарханах (1814―1816). После окончания сельской школы Клюкин был отправлен в Петербург и отдан мальчиком в книжный магазин (одновременно ― контора журнала «Читальня народной школы»), а затем в библиотеку Н. П. Морева, где за годы службы (около 10 лет) самоучкой пополнил образование, освоил книжное дело и вошёл в среду детских писателей и издателей «Товарищества Морева».
Впервые Клюкин выступил в печати в московском «Журнале для детей» (1887) с короткими зарисовками под общим названием «Из рассказов дяди Василья» ― о жизни детей деревни, где он родился. Благодаря поддержке А. Н. Толиверовой, А. В. Круглова, Н. А. Соловьёва-Несмелова начал активно печататься в журналах «Читальня народной школы», «Игрушечка», «Детское чтение». Вскоре выпустил сборник рассказов «В лесу и в поле» (СПб., 1889; 7-е издание, М., 1914), «Ребятки» (СПб., 1890, 1894) и «Гурьбой!» (СПб., 1893; 5-е издание, М., 1915). Произведения Клюкина пользовались успехом у детей. С 1894 года все свои книги Клюкин выпускал в Москве, уже в собственном издательстве, в том числе сборники «Из детства. Воспоминания и рассказы для детей» (1897), «Расскажи мне!» (1898), «Из жизни простых людей» (2-е издание, 1909), «Из родного быта» (1903), «О делах житейских. Из рассказов старого учителя» (1904). Все произведения Клюкина во многом автобиографичны.
Как издатель Клюкин был учеником А. С. Суворина, у которого служил в 1891―1894 гг. в Петербурге и Москве. Популярность Клюкину-издателю принесла серия «Добрые души. Чтение для детей и народа», в которой он выпускал произведения Л. Н. Толстого, А. П. Чехова, И. А. Белоусова, Круглова, А. Н. Доганович-Кругловой, А. Д. Мамина-Сибиряка, Ж. Санд, Г. Х . Андерсена, Ч. Диккенса, Дж. К. Джерома и др. В его издательстве вышли дешёвые иллюстрированные собрания сочинений Н. М. Карамзина, М. Н. Загоскина, К. М. Станюковича, И. С. Никитина, сборник «Русские сказки» (1915) и др. Предпринял издание книги Толстого «Царство Божие внутри вас» (1907) и «Божеское и человеческое и другие произведения» (1907), которые были приговорены цензурой к уничтожению. Редактор-издатель ежемесячного журнала для детей «В школе и дома» (1911―1915), публиковавшего в основном произведения писателей из народа.